# Wordprocessing
Wordprocessing, neboli pokročilé zpracování textu, je činnost, při které se použitím počítače vytvoří, edituje a tiskne dokument. Textový editor umožňuje vytvořit dokument, uchovávat ho v elektronické podobě na disku, zobrazit jej na obrazovce, upravovat a případně jej i tisknout.

## Soutěž
Wordprocessing je také jednou ze soutěžních disciplín zpracování informací. Mezi ostatní disciplíny patří opis textu, korektura textu, záznam textu (grafický těsnopis, strojový těsnopis, speech recognition, audiotranscription, real-time competition, diktát C-B-A), vícejazyčný těsnopis a protokolování.
V disciplíně wordprocessingu je závodník (soutěžící) povinen prokázat schopnosti perfektního ovládání textového editoru (při soutěžích se nejčastěji používá textový editor MS Word) – tj. formátování a předepsaných oprav a úprav. V této disciplíně je požadována nejvyšší míra počítačové gramotnosti.
První soutěž ve wordprocessingu uspořádala Georgette Sante se svými kolegy v roce 1990. V září 2006 se G. Sante, členka Intersteno Jury, stala koordinátorem mistrovství ve wordprocessingu.

### Popis soutěže
Soutěžící musí využít funkcí svého textového editoru a přetvořit jemu dané textové soubory takovým způsobem, aby v co nejkratším čase správně provedl všechny úkoly, které mu ukládá vytištěné zadání. Zadání (úlohy k provedení) a textové soubory obdrží soutěžící těsně před zahájením soutěže. Soutěž je zpravidla rozdělena do tří částí – A, B, C. Část A obsahuje nenaformátovaný text, kterému je třeba přiřadit formát podle zadání. V části B je úkol z hromadné korespondence. Části C je úkolem přetvořit již naformátovaný text tak, aby se nezměnily ostatní nastavené atributy. Soutěžící má před začátkem zahájení soutěže možnost si vytištěné zadání pročíst (na toto čtení je předem vyhrazená doba – většinou 5–10 minut).

#### Možné úlohy
- výběr velikosti papíru
- nastavení okrajů (levý, pravý, horní, dolní)
- nastavení a přizpůsobení tabulátorů
- výměna oddílů a odstavců
- nastavení a změna řádkování a mezer mezi odstavci
- tučné písmo, podtržení a kurzíva
- použití různého písmo ve stejném dokumentu (druh, velikost, barva, styl)
- zarovnání a slučování/oddělování odstavců
- použití poznámek pod čarou, záhlaví/zápatí, číslování stran
- používání sloupců, tabulek
- používání rámování a barevného pozadí
- používání formulářů
- spojení dokumentů
- vytvoření obsahu
- vybírání a třídění textových částí
- automatické číslování na různých úrovní (úprava textu)
- použití ilustrací v dokumentu (ve formátu GIF nebo JPEG)
- vložení a zarovnání obrázků
- vytvoření štítků (část B)
- použití maker za účelem zautomatizování úloh, které se opakují

#### Mistrovství světa
Jednou za dva roky se v rámci kongresu mezinárodní federace Intersteno (International Federation of Information Processing) pořádá mistrovství světa ve zpracování informací. Mezi disciplíny se řadí opis textu, korektura textu, záznam textu (grafický těsnopis, strojový těsnopis, speech recognition), vícejazyčný těsnopis, real-time competition a wordprocessing (od poloviny 90. let) a další.

##### Vítězové mistrovství světa
- Senioři (praktici)
  - Manuela Treindl, Německo, 92 % (Amsterdam 1995)
  - Peter Bruhn, Německo, 92 % (Lausanne 1998)
  - Stefanie Wiele, Německo, 95 % (Hannover 2001)
  - Peter Bruhn, Německo, 91 % (Řím 2003)
  - Petr Sekanina, Česko, 89 % (Vídeň 2005)
  - Petr Sekanina, Česko, 68 % (Praha 2007)
  - Stefanie Wiele, Německo, 96 % (Peking 2009)
  - Lukáš Adámek, Česko, 91 % (Paříž 2011)
  - Lukáš Adámek, Česko, 97,5 % (Gent 2013)
  - Petr Hais, Česko, 98 % (Budapešť 2015)
  - Bruno De Rooze, Belgie, 98 % (Berlín 2017)
  - Katrin Müller, Německo, 96 % (Cagliari 2019)
  - Katrin Müller, Německo, 100 % (Maastricht 2022)
  - Markus Knehans, Německo, 97 % (Katovice 2024)

- Junioři
  - Stefan Ernst, Německo, 59 % (Lausanne 1998)
  - Petr Hýl, Česko, 75 % (Hannover 2001)
  - Petr Sekanina, Česko, 82 % (Řím 2003)
  - Pavel Burda, Česko, 64 % (Vídeň 2005)
  - Lukáš Adámek a Gabriela Novotná, Česko, 53 % (Praha 2007)
  - Ondřej Kanta, Česko, 69 % (Peking 2009)
  - Michal Růžička, Česko, 76 % (Paříž 2011)
  - Bram Cabbeke, Belgie, 80,5 % (Gent 2013)
  - Patrik Žori, Slovensko, 66 % (Budapešť 2015)
  - Martina Ivanova, Česko, 81 % (Berlín 2017)
  - Jonáš Vala, Česko, 89,5 % (Cagliari 2019)
  - Jonáš Vala, Česko, 94,5 % (Maastricht 2022)
  - Elen Sztruhárová, Česko, 84,5 % (Katovice 2024)

- Žáci
  - Kevin Reitinger, Rakousko, 68 % (Řím 2003)
  - nebyl přihlášen žádný účastník (Vídeň 2005)
  - Michal Růžička, Česko, 55 % (Praha 2007)
  - Konstantin Schwalm, Německo, 59 % (Peking 2009)
  - žádný z účastníků nesplnil požadovanou bodovou hranici (Paříž 2011)
  - žádný z účastníků nesplnil požadovanou bodovou hranici (Gent 2013)
  - Martina Ivanova, Česko, 52 % (Budapešť 2015)
  - Jonáš Vala, Česko, 88,5 % (Berlín 2017)
  - žádný z účastníků nesplnil požadovanou bodovou hranici (Cagliari 2019)
  - žádný z účastníků nesplnil požadovanou bodovou hranici (Maastricht 2022)
  - Eliška Vrzalová, Česko, 70 % (Katovice 2024)

#### Česko
Ve Wordprocessingu se v České republice soutěží v rámci republiky (od r. 2000) a také na středoškolské úrovni (od r. 2002).

##### Vítězové mistrovství České republiky
- Senioři (praktici)
  - Jaroslav Poláček (2000)
  - Petr Hýl (2001)
  - Martin Stříž (2003)
  - Václav Votruba (2004)
  - Petr Sekanina (2005, 2006, 2007, 2008, 2009, 2010, 2011)
  - Petr Hais (2012)
  - Václav Votruba (2013)
  - Petr Hais (2014)
  - Petr Hais (2015)
  - Václav Votruba (2016)
  - Lucie Hejtmánková (2017)
  - Václav Votruba (2018)
  - Václav Votruba (2019)
  - Martina Kadláčková a Petr Hais (2023)
  - Martina Kadláčková a Mašek David (2024)

- Junioři
  - Petr Sekanina (2002, 2003)
  - Podzimková Martina (2004)
  - Pavel Burda (2005)
  - Gabriela Novotná (2006, 2007)
  - Ondřej Kanta (2008)
  - Michal Růžička (2009)
  - Martina Vilímková (2010)
  - Monika Chládková (2011)
  - Lucie Hejtmánková (2012)
  - Lucie Hejtmánková (2013)
  - Lucie Hejtmánková (2014)
  - Tomáš Vaňák (2015)
  - Ludmila Horáková (2016)
  - Martina Ivanova (2017)
  - Martina Ivanova (2018)
  - Martina Ivanova (2019)
  - Marek Kubíček (2023)
  - Marek Kubíček (2024)

- Žáci
  - Martin Šimek (2004)
  - Filip Mikschik (2005)
  - V letech 2006–2007 žádný žák nesplnil limit potřebný k zařazení do výsledkové listiny
  - Martin Gráca (2008)
  - Luboš Beran (2009)
  - Marika Němcová (2010)
  - Anna Naumets (2011)
  - Karolína Foukalová (2012)
  - Martina Ivanova (2013)
  - Martina Ivanova (2014)
  - Martina Ivanova (2015)
  - Martina Ivanova (2016)
  - Jonáš Vala (2017)
  - Jonáš Vala (2018)
  - Tereza Spurná (2019)
  - Lukáš Janošík (2023)
  - Eliška Vrzalová (2024)

##### Vítězové středoškolského mistrovství České republiky
- 2002 – Petr Sekanina, OA Brno-Pionýrská
- 2003 – Ludmila Porcalová, MOA Rakovník
- 2004 – Pavel Burda, SOŠ Net Office Orlová
- 2005 – Pavel Burda, SOŠ Net Office Orlová
- 2006 – Jan Paták, Gymnázium Sušice
- 2007 – Gabriela Novotná, Gymnázium Sedlčany
- 2008 – Tomáš Svoboda, OA Louny
- 2009 – Anna Šoulová, OA Zlín
- 2010 – Martina Vilímková, OA Hovorčovická Praha
- 2011 – Michal Růžička, Gymnázium TGM Hustopeče
- 2012 – Jitka Hodná, Gymnázium Sušice
- 2013 – Samuel Balínek, OA Český Těšín
- 2014 – Lucie Hejtmánková, OA Heroldovy sady
- 2015 – Jan Bohunovský, SOŠ NETOFFICE Orlová
- 2016 – Martina Růžičková, Evropská obchodní akademie Děčín
- 2017 – Ladislav Ondris, OA Mohelnice
- 2018 – Martina Ivanova, Slovanské gymnázium Olomouc
- 2019 – Martina Ivanova, Slovanské gymnázium Olomouc
- 2023 – Marek Kubíček, OA Heroldovy sady
- 2024 – Marek Kubíček, OA Heroldovy sady
- 2025 – Marek Kubíček, OA Heroldovy sady

### Stránky zabývající se disciplínami zpracování informací
- Mount Blue
- Obchodní korespondence on-line[nedostupný zdroj]
- ZAV
- Státní těsnopisný spolek (Web není aktualizován od roku 2012)
- Mezinárodní federace pro zpracování textu – INTERSTENO
- Kongres a mistrovství světa INTERSTENO, Praha 2007 [nedostupný zdroj]
- Interinfo ČR
- Český těsnopisný spolek